# 흐리스토스 아르디조글루
흐리스토스 아르디조글루(그리스어: Χρήστος Αρδίζογλου, 1953년 5월 25일, 예루살렘 ~)는 전 그리스의 축구 선수이다.

## 경력
예루살렘 출신으로, 아르디조글루는 1958년에 가족과 함께 아테네로 이민하였다. 그는 아폴론 스미르니에서 데뷔하여 AEK에서 그리스 우승 트로피를 몇 차례 들어올렸고, 모든 대회에서 291경기에 출전해 63골을 기록하였다. 그가 경력의 정점을 찍은 때는 1976-77 시즌의 UEFA컵 4강이었다. 그는 자신의 영광스러운 선수 생활을 아폴론 스미르니에서 마감하였다.
그는 1975년 9월 24일에 그리스 국가대표팀 데뷔전을 치렀고, 이후 은퇴하기 전까지 43경기에 나와 2골을 넣기도 했다. 그는 UEFA 유로 1980에 참가한 선수들 중 한명이었다.

## 수상
AEK
- 알파 에트니키: 1977-78, 1978-79
- 그리스 컵: 1977-78, 1982-83